# Younès Belhanda
Younès Belhanda (født 25. februar 1990 i Avignon, Frankrig), er en fransk/marokkansk fodboldspiller (offensiv midtbane).

## Klubkarriere
Belhanda startede sin karriere i Frankrig, hvor han frem til 2013 spillede for Montpellier. Herefter skiftede han til ukrainske Dynamo Kiev, hvor han var med til at vinde to ukrainske mesterskaber.
I sommeren 2018 solgte Kiev ham til Galatasaray i Tyrkiet for en pris på 8 millioner euro.

## Landshold
Som fransk født af marokkanske forældre havde Belhanda mulighed for at repræsentere både det franske og det marokkanske landshold. I 2010 spillede han fire kampe for Frankrigs U/20-landshold. På seniorplan valgte han dog at tørne ud for Marokko, som han debuterede for 17. november 2010 i en venskabskamp mod Nordirland. Han var en del af den marokkanske trup til VM 2018 i Rusland, og har desuden repræsenteret sit land ved flere udgaver af de afrikanske mesterskaber, Africa Cup of Nations.